# Ciclo do combustível nuclear

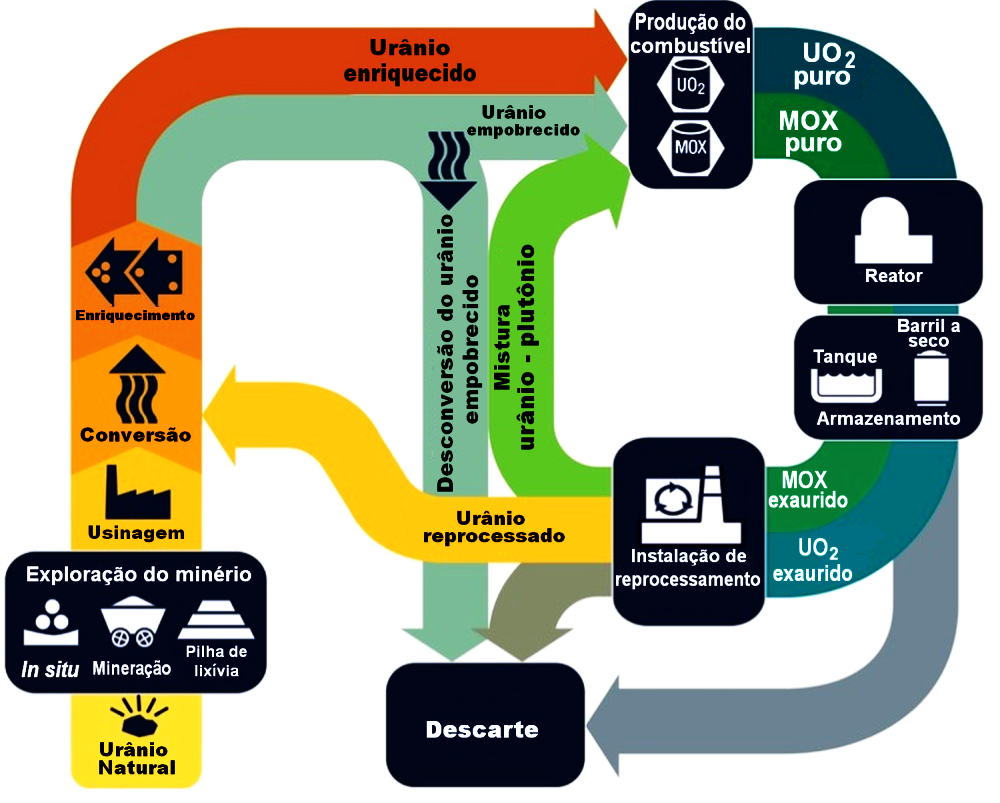
Representação do ciclo do combustível nuclear.
Nuclear Regulatory Commission from US

O ciclo do combustível nuclear compreende as etapas do combustível nuclear, desde a sua extração numa mina, até seu final descarte. Pode, assim, ser dividido em sete etapas, segundo o Centro Nacional de Informações Nucleares brasileiro, em 1989: mineração, processamento do minério, enriquecimento do urânio, fabricação do elemento combustível, reprocessamento, tratamento e cuidados com o descarte (representadas no diagrama ao lado) - às quais se adicionam mais duas: a produção de água pesada e o comércio nuclear.